# Jimmie Foxx
James Emory Foxx (Sudlersville, Maryland, 22 de octubre de 1907 - Miami, Florida, 21 de julio de 1967) fue un beisbolista estadounidense. Es reconocido por ser uno de los bateadores de mayor poder de la historia de las grandes ligas. Jugó la mayor parte de su carrera profesional para los Philadelphia Athletics con quienes consiguió dos series mundiales. Hasta 2007 es el decimoctavo en la lista de más cuadrangulares (534) y séptimo en carreras impulsadas (1922)  de todos los tiempos.

## Inicios
Foxx pasó su infancia en la granja de su padre. En su juventud practicó el atletismo y el  béisbol, deporte donde demostró su  poder llamando la atención de Frank Baker, mánager de  Easton de la Eastern Shore League. A raíz de esto fue recomendado a Connie Mack de los  Philadelphia Athletics, con quienes hizo su debut en 1925. Ese año jugó apenas 10 juegos. Fue hasta 1928 que tuvo su primera temporada regular, jugando en la primera base, logrando porcentaje de bateo de .328.

## Carrera
Con los A´s llegó tres veces consecutivas a series mundiales (1929-31), ganando dos de ellas(1929-30). En total alcanzó un average de .344 con once carreras impulsadas en clásicos de otoño.  En 1933 consiguió la triple crown de la Liga Americana, liderando en bateo (.356), cuadrangulares (48) y carreras impulsadas (163). Ese mismo año también obtuvo su segundo MVP consecutivo.
La temporada de 1932 fue la mejor de su carrera, pues amenazó con romper el récord de más cuadrangulares vigente para esos años de Babe Ruth (60 en 1927), alcanzando 58. Tal racha fue cortada por una lesión en una de sus muñecas en el mes de agosto. Además es de tomar en cuenta que Foxx enfrentó modificaciones en los parques de pelota que no estaban en el tiempo del Bambino. También logró un porcentaje de bateo de .364 y 169 RBI. 
En 1936 prestó sus servicios a los Boston Red Sox. Con este equipo logró su tercer MVP en 1938 y  el tope de carreras impulsadas de su carrera con  175. Sirvió  a los Cubs en 1942 y 1944, y  a los Phillies en 1945. Con esta novena tuvo dos aperturas como pitcher en nueve juegos (también jugó  en 1939). Ésta fue su última temporada.
Foxx era un sujeto amigable, con una figura amenazante y musculosa al bate, pero que se ponchaba con frecuencia. Manejó mal algunos negocios y bebía con frecuencia. En sus años posteriores de jugador estuvo en las ligas menores y llegó a ser comentarista para los Red Sox en 1946. En 1951 fue ingresado al salón de la fama.
Murió en 1967  a consecuencia de un atragantamiento durante una comida con su hermano.

## Trivia
- Fue alguna vez llamado el «Babe  Ruth diestro».
- Lideró la liga en ponches siete veces.
- 13 temporadas consecutivas (1929-41) bateando más de 100 RBI´s y 12 bateando 30 o más homeruns (1929 – 40).
- Sobrenombres : Double X y the Beast (la bestia).
- Jugó en varias posiciones en el campo: 1B:  1919 veces ; 3B: 141 ; C: 108 ; OF: 16 ; P: 10 (con foja de 1-0); RF: 4 ; LF: 1; SS: 1.
- Slugging de por vida: .669
- Bateo de por vida: 325.
- Al momento de su retiro tenía el segundo mejor récord de homeruns.
- Juegos de las estrellas: 7.

## Entonces externos
- Sitio oficial

- Baseball Almanac, (2007), Jimmie Foxx Stats

- Baseballlibrary.com, (2006), Jimmie Foxx

- The Baseball page.com (2007),  Jimmie Foxx

- The National Baseball Hall of Fame & Museum, (2007), Jimmie Foxx

- Datos: Q1329352
- Multimedia: Jimmie Foxx / Q1329352